# Nauczanie programowane
Nauczanie programowane (ang. programmed learning) – sposób nauczania oraz uczenia się w którym przyswajanie informacji przez osobę uczącą się zachodzi w oparciu o odpowiednio ułożony program zawierający powiązane ze sobą logicznie porcje informacji na określony temat. 
Wincenty Okoń wyróżnił trzy rodzaje nauczania programowanego:
1) liniowe - uczeń po rozwiązaniu zadania otrzymuje informację zwrotną (dowiaduje się czy odpowiedział poprawnie czy niepoprawnie), 
2) rozgałęzione - uczeń rozwiązuje zadanie wybierając jedną z kilku możliwych odpowiedzi i otrzymuje informację zwrotną (dowiaduje się czy odpowiedział poprawnie czy niepoprawnie, ale też dlaczego odpowiedź musi być taka, a nie inna), 
3) mieszane - bloki informacji przeplatają się z blokami powtórzeniowymi, kontrolnymi, problemowymi etc. Przykładem metody mieszanej jest np. metoda blokowa, w polskiej pedagogice rozwijana przez Czesława Kupisiewicza.

## Historia metody
Pierwsze próby nauczania programowanego podjął w 1920 r. Polak Stanisław Trębicki. W Stanach Zjednoczonych pionierem tej metody był Sidney L. Pressey. Jednak za twórcę nauczania programowanego uważany jest Burrhus Skinner, który opublikował swój pierwszy artykuł na ten temat w 1954 r. 